# Malaysia International 2014
Die Malaysia International 2014 im Badminton fanden vom 11. bis zum 16. November 2014 in Kuching statt.

## Sieger und Platzierte
| Disziplin    | Gold                           | Silber                                     | Bronze                             |
| ------------ | ------------------------------ | ------------------------------------------ | ---------------------------------- |
| Herreneinzel | Lee Hyun-il                    | Tan Chun Seang                             | Zulfadli Zulkiffli                 |
| Herreneinzel | Lee Hyun-il                    | Tan Chun Seang                             | Ronald Susilo                      |
| Dameneinzel  | Chen Jiayuan                   | Gregoria Mariska Tunjung                   | Yang Li Lian                       |
| Dameneinzel  | Chen Jiayuan                   | Gregoria Mariska Tunjung                   | Sannatasah Saniru                  |
| Herrendoppel | Lin Chia-yu Wu Hsiao-lin       | Chow Pak Chuu Mak Hee Chun                 | Chiang Yu-wei Lee Yang             |
| Herrendoppel | Lin Chia-yu Wu Hsiao-lin       | Chow Pak Chuu Mak Hee Chun                 | Takuto Inoue Yuki Kaneko           |
| Damendoppel  | Ayane Kurihara Naru Shinoya    | Maretha Dea Giovani Rosyita Eka Putri Sari | Nisak Puji Lestari Rika Rositawati |
| Damendoppel  | Ayane Kurihara Naru Shinoya    | Maretha Dea Giovani Rosyita Eka Putri Sari | Rie Eto Aoi Matsuda                |
| Mixed        | Hafiz Faizal Shella Devi Aulia | Terry Hee Tan Wei Han                      | Lukhi Apri Nugroho Masita Mahmudin |
| Mixed        | Hafiz Faizal Shella Devi Aulia | Terry Hee Tan Wei Han                      | Tan Chee Tean Shevon Jemie Lai     |